# 江公望
江公望（?—1123年），字民表，宋建德（今浙江建德縣）人。
熙寧六年（1073年）中進士，知永春縣（今福建永春），授太常博士。建中靖國元年（1101年）拜左司諫，期間多次上奏。同年七月出知淮陽軍。蔡京執政，嫉恨諸言事者。崇寧二年（1103年）春正月，責授衡州司馬，永州安置，編管南安軍。元祐黨籍碑事件後，返睦州。宣和五年（1123年）卒於家。追贈為諫議大夫，乾道五年（1169年）奉祀於嚴州先賢祠。有《江司諫奏稿》、《釣臺棄藁》十四卷等，多散佚，僅《心性说》等數篇收入《諸儒鳴道》一書。